# Bérgyilkosok
A Bérgyilkosok (eredeti cím: Assassins) 1995-ben bemutatott amerikai akció-thriller Richard Donner rendezésében. A forgatókönyvet a Wachowski testvérek és Brian Helgeland írta. A főszerepben Sylvester Stallone, Antonio Banderas és Julianne Moore látható.
1995. október 6-án mutatták be, Magyarországon DVD-n jelent meg szinkronizálva.

## Cselekmény
A film két rivális bérgyilkos macska-egér harcáról szól, melybe célszemélyként egy hackernő is belekeveredik.

## Szereplők
| Szerep             | Színész            | Magyar hang     |
| ------------------ | ------------------ | --------------- |
| Robert Rath        | Sylvester Stallone | Vass Gábor      |
| Miguel Bain        | Antonio Banderas   | Selmeczi Roland |
| Electra            | Julianne Moore     | Kökényessy Ági  |
| Nyikolaj Taslinkov | Anatoly Davydov    | Balázsi Gyula   |
| Ketcham            | Muse Watson        | Orosz István    |
| Alan Branch        | Steve Kahan        |                 |
| Remy               | Kai Wulff          | Várkonyi András |
| Jereme Kyle        | Mark Coates        |                 |
| Jennifer           | Kelly Rowan        | Tallós Rita     |
| Bob                | Reed Diamond       |                 |

## A film készítése
Wachowskiék kijelentették, hogy forgatókönyvüket Helgeland „teljesen átírta”, és sikertelenül próbálta meg eltávolítani nevüket a filmből.